# Aeroportul Municipal Pocono Mountains
Aeroportul Municipal Pocono Mountains (IATA: MPO, ICAO: KMPO, FAA LID: MPO) este un aeroport din Pennsylvania, Statele Unite ale Americii ce deservește zona Mount Pocono⁠(d). Aeroportul a fost tranzitat în 2019 de 14 pasageri.
Situat la o altitudine de 584 m, aeroportul dispune de 2 piste.

## Infrastructură

### Piste
Aeroportul dispune de 2 piste. Pista 05/23 are suprafața de asfalt și dimensiunile 3.999 picioare × 100 picioare. Pista 13/31 are suprafața de asfalt și dimensiunile 5.001 picioare × 75 picioare. 